# Nebo (radar)

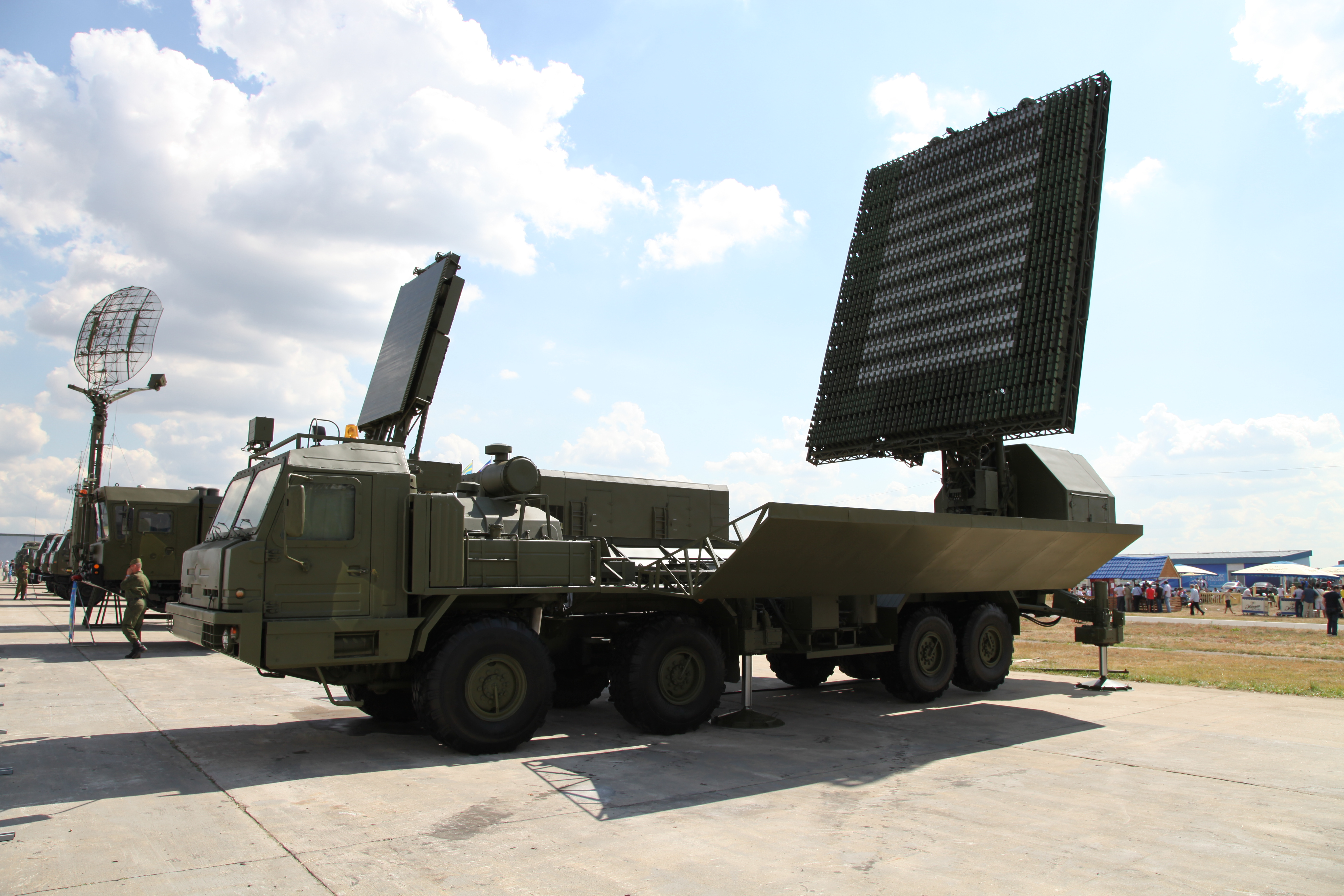
Radar a lungo raggio del Nebo-ME, 2016.

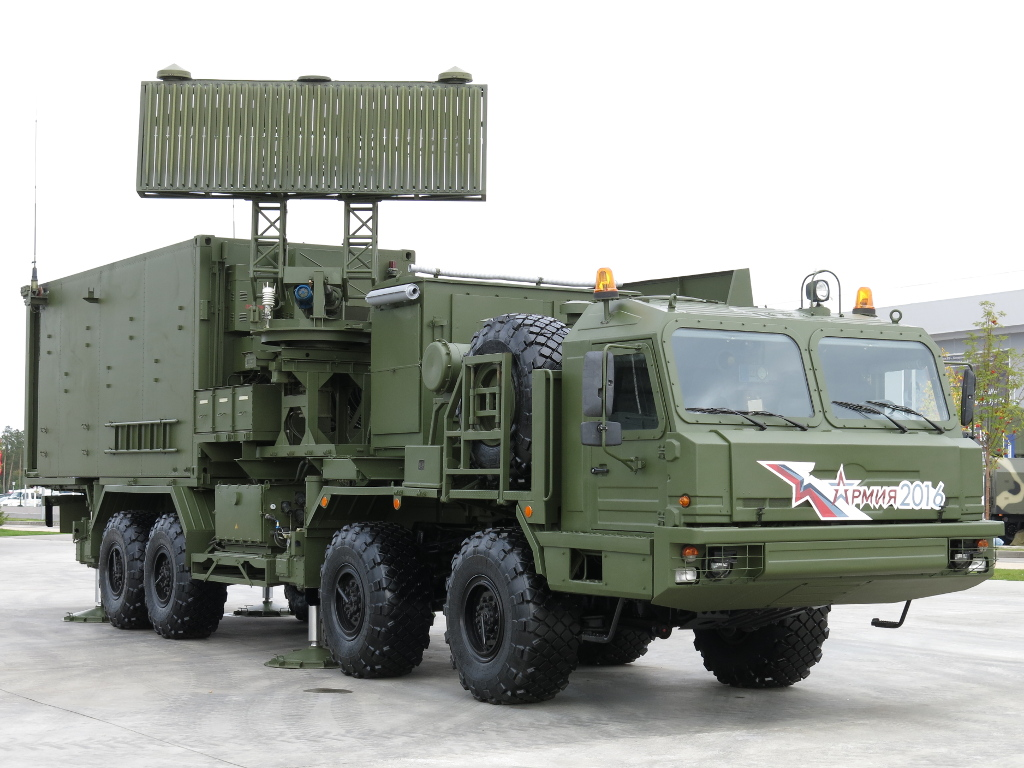
Posto comando del Nebo-ME, 2016.

I Nebo (in cirillico: Небо), anche noti con la denominazione 55Zh6/1L119, sono una famiglia di stazioni radar VHF mobili di origine sovietica sviluppate presso l'istituto di ricerca di radio ingegneria (NNIIRT) negli anni ottanta ed entrate in servizio nei ranghi delle forze armate sovietiche a partire dal 1986.
Progettati per rilevare e tracciare le coordinate di bersagli aerodinamici e balistici al fine di trasmetterle ai sistemi d'arma di difesa, la versione originale del Nebo è in grado di rilevare un oggetto delle dimensioni di un aereo da caccia in volo a 20.000 m di altitudine fino a 400 km di distanza o a 65 km se a 500 m di quota.
Prodotto in due versioni, una per la difesa aerea e la seconda per le forze di terra, che differiscono principalmente nel grado di mobilità, complessità ed accuratezza del sistema, le stazioni Nebo sono state costantemente aggiornate nel corso della loro vita operativa, al punto da creare dei veri e propri upgrade tra i quali si annoverano i Nebo-U, Nebo-UM, Nebo-SV e Nebo-SVU.
Ultimo upgrade in ordine cronologico è il Nebo-M, al 2021 in servizio attivo presso le forze armate della Federazione Russa.

## Versioni

### Difesa aerea
- 55Zh6 Nebo: versione del 1986. Rilevamento bersaglio fino a 400 km a 20.000m di quota.
- 55Zh6U Nebo-U: versioni aggiornata del Nebo entrata in servizio nel 1995. Ancora in produzione, nel 2016 e 2017 sono stati introdotti nuovi esemplari nelle forze armate russe.[1]
- 55Zh6UM Nebo-UM: versione aggiornata del Nebo-U, nel 2017 sono state avviate le consegne. Rilevamento di bersagli aerodinamici e balistici raggio di rilevamento bersagli 600 km[2]
- 55Zh6M Nebo-M: profondo upgrade del Nebo, che integra tre radar separati con scansione in frequenze metrica, decimetrica e centimetrica. Nell'estate del 2017, il complesso è entrato in servizio con le truppe della Federazione Russa.

### Forze di terra
- 1L13 Nebo-SV:  versione mobile per le forze di terra composta da due radar. Portata rilevamento bersaglio: fino a 350 km a 27.000 metri di quota.
- 1-L119 Nebo-SVU: versione aggiornata del Nebo-SV composta da tre radar. Portata rilevamento bersaglio: 380 km a 20.000 m di quota.

## Utilizzatori

### Presenti
Russia
- al 2017, stazioni Nebo-U, Nebo-UM e Nebo-M[2]

 Iran
- alcune stazioni Nebo-SVU

### Passati
Unione Sovietica